# Spasiv, Sokal
Spasiv (în ucraineană Спасів) este un sat în comuna Perveatîci din raionul Sokal, regiunea Liov, Ucraina. Satul este situat în nordul regiunii istorice Galiția.

## Demografie
Componența lingvistică a localității Spasiv
     Ucraineană (100%)
Conform recensământului din 2001, toată populația localității Spasiv era vorbitoare de ucraineană (100%).